# Alan Alexander Milne
Alan Alexander Milne (n. 18 ianuarie 1882, Londra, Regatul Unit al Marii Britanii și Irlandei – d. 31 ianuarie 1956, Hartfield⁠(d), Wealden, Anglia, Regatul Unit) a fost un scriitor englez cunoscut pentru crearea ursulețului Winnie de Pluș (Winnie-the-Pooh). S-a născut la Londra și a murit în comitatul East Sussex. El a fost inițial un dramaturg cunoscut, dar ulterior, după apariția lui Winnie, s-a făcut vestit ca prozator.

## Lucrări

### Romane
- Lovers in London (1905. Considerată uneori și colecție de povestiri scurte)
- Once on a Time (1917)
- Mr. Pim (1921) (nuvelizare a piesei de teatru Mr. Pim Passes By (1919))
- The Red House Mystery (1922)
- Two People (1931)
- Four Days' Wonder (1933)
- Chloe Marr (1946)

### Non-fiction
- Peace With Honour (1934)
- It's Too Late Now: The Autobiography of a Writer (1939)
- War With Honour (1940)
- War Aims Unlimited (1941)
- Year In, Year Out (1952) (ilustrată de E. H. Shepard)

#### ArticolePunch
- The Day's Play (1910)
- Once A Week (1914)
- The Holiday Round (1912)
- The Sunny Side (1921)
- Those Were the Days (1929)

### Articole din ziare șiprefețe
- The Chronicles of Clovis de "Saki" (1911) [prefață la]
- Not That It Matters (1920)
- By Way of Introduction (1929)
- It Depends on the Book (1943, in September issue of Red Cross Newspaper The Prisoner of War)[9]

### Povestiri scurte pentru copii
- A Gallery of Children (1925)
- Winnie-the-Pooh (1926) (ilustrată de Ernest H. Shepard)
- The House at Pooh Corner (1928) (ilustrată de E. H. Shepard)
- Short Stories

### Culegeri de poezii pentru copii
- When We Were Very Young (1924) (ilustrată de E. H. Shepard)
- Now We Are Six (1927) (ilustrată de E. H. Shepard)

### Povestiri scurte
- The Secret and other stories (1929)
- The Birthday Party (1948)
- A Table Near the Band (1950)

### Poezie
- For the Luncheon Interval [poezii din Punch]
- When We Were Very Young (1924) (ilustrată de E. H. Shepard)
- Now We Are Six (1927) (ilustrată de E. H. Shepard)
- Behind the Lines (1940)
- The Norman Church (1948)
- "The Knight Whose Armor Didn't Squeak"

### Scenarii și teatru
- Wurzel-Flummery (1917)
- Belinda (1918)
- The Boy Comes Home (1918)
- Make-Believe (1918) (teatru pentru copii)
- The Camberley Triangle (1919)
- Mr. Pim Passes By (1919)
- The Red Feathers (1920)
- The Bump (1920, Minerva Films), cu Aubrey Smith
- Twice Two (1920, Minerva Films)
- Five Pound Reward (1920, Minerva Films)
- Bookworms (1920, Minerva Films)
- The Great Broxopp (1921)
- The Dover Road (1921)
- The Lucky One (1922)
- The Truth About Blayds (1922)
- The Artist: A Duologue (1923)
- Give Me Yesterday (1923) (sau Success în UK)
- Ariadne (1924)
- The Man in the Bowler Hat: A Terribly Exciting Affair (1924)
- To Have the Honour (1924)
- Portrait of a Gentleman in Slippers (1926)
- Success (1926)
- Miss Marlow at Play (1927)
- The Fourth Wall ori The Perfect Alibi (1928) (ulterior ecranizată ca Birds of Prey (1930), regia Basil Dean)
- The Ivory Door (1929)
- Toad of Toad Hall (1929) (adaptare a The Wind in the Willows)
- Michael and Mary (1930)
- Other People's Lives (1933) (a.k.a. They Don't Mean Any Harm)
- Miss Elizabeth Bennet (1936) [bazat pe Pride and Prejudice]
- Sarah Simple (1937)
- Gentleman Unknown (1938)
- The General Takes Off His Helmet (1939) în The Queen's Book of the Red Cross
- The Ugly Duckling (1941)
- Before the Flood (1951).